# Sarah Stewart
Sarah Stewart   (Dundee, 19 de juliol de 1911 - Troon, 8 de gener de 2008) va ser una nedadora escocesa que va competir durant la dècada de 1920.
El 1928 va prendre part en els Jocs Olímpics d'Amsterdam, on va disputar dues proves del programa de natació. En els 4x100 metres lliures guanyà la medalla de plata formant equip amb Margaret Cooper, Ellen King i Iris Tanner; mentre en els 400 metres lliures fou quarta.
En el seu palmarès també destaquen dues medalles de bronze als Jocs de l'Imperi Britànic de 1930.